# Aaron Karl
Aaron Karl (* 1990) ist ein österreichischer Schauspieler und Musiker.

## Leben
Aaron Karl ist der zweitälteste Sohn des Schauspielers Fritz Karl; sein älterer Bruder Valerian Karl ist ebenfalls als Schauspieler tätig. Aaron Karl studierte von 2013 bis Februar 2017 Schauspiel an der Filmuniversität Babelsberg Potsdam.
Aaron Karl stand im Alter von 6 Jahren erstmals vor der Kamera; in dem Fernsehfilm Das ewige Lied (1997) spielte er den Buben Hannes Mitterer. In Götz Spielmanns Schnitzler-Verfilmung Spiel im Morgengrauen (2001) spielte er gemeinsam mit seinem Vater; Aaron Karl war der Oberleutnant Wilhelm Kasda als Junge, sein Vater spielte die erwachsene Rollenfigur. In dem österreichischen Fernsehkrimi Wer hat Angst vorm schwarzen Mann? (2009) verkörperte er den tatverdächtigen Jugendlichen Felix Hagen. In dem Fernsehfilm Der Meineidbauer (2012), einer Neuverfilmung des Stoffes durch Joseph Vilsmaier, spielte er Toni Bruckner, den Sohn des bösen Meineidbauern. In dem ARD-Fernsehfilm Clarissas Geheimnis (2012) spielte er den Traktorfahrer Franz, einen „feschen Burschen“ und „Romeo“.
Im Tatort: Kein Entkommen (2012) war er der Busfahrer Mario; im Tatort: Unvergessen (2013) spielte er Toni Wiegele, den tatverdächtigen Enkel eines dementen Großvaters. In der österreichischen Fernsehserie CopStories hatte er 2013 eine wiederkehrende Serienrolle. Er verkörperte Volkan Üzurut, einen „straffällig gewordenen Problemjugendlichen türkischer Abstammung“ und den Neffen der Bezirksrätin Selma Kumran-Effenberg (Proschat Madani). In dem Fernsehfilm Die Freischwimmerin (2014) spielte er den Barbesitzer Abbas Aysan, den älteren Bruder einer begabten jungen türkischen Schwimmerin. Die Zeitung Die Welt schrieb zu Karls Darstellung in einer Filmkritik, Aaron Karl habe den Charme und das Talent seines Vaters geerbt. In dem Fernsehfilm Am Ende des Sommers (2015) spielte er Tizo, einen Kumpel der männlichen Hauptfigur Ben, der die Lebenslüge seiner Mutter (Julia Koschitz) entlarvt. In dem Fernsehfilm Das Weihnachtswunder von New York (2015), aus der Katie-Fforde-Fernsehreihe des ZDF, war er als junger Musiker Andy zu sehen; er spielte den Sohn von Will Hillinger (Marek Erhardt), der männlichen Hauptfigur des Films. In dem zweiteiligen ZDF-Fernsehfilm Solo für Weiss (Erstausstrahlung: November 2016) hatte Karl eine Nebenrolle als rumänischer Mädchenhändler und „Loverboy“ Valeriu Budescu.
Im Wiener Tatort: Schock (Erstausstrahlung: Jänner 2017) spielte Karl eine der Hauptrollen. Er verkörperte den 22-jährigen, aus gutem Hause stammenden hochintelligenten Medizinstudenten David Frank, der ankündigt, er werde seine Eltern und anschließend sich selbst töten. In der ZDF-Fernsehreihe Lena Lorenz (2018) spielte er eine Hauptrolle als Paul, der gemeinsam mit seinen Freunden Anna (Anna Hausburg) und Max (Rafael Gareisen) eine Dreierbeziehung ohne Besitzansprüche führt.
Mehrfach war er zwischen 2008 und 2015 in verschiedenen jugendlichen Episodenrollen in der ZDF/ORF-Krimiserie SOKO Wien/SOKO Donau zu sehen. Karl hatte außerdem Episodenrollen in den Fernsehserien Schnell ermittelt (2010, als „singender Punk“ und Schüler), SOKO Kitzbühel (2011; als labiler Obstbaufacharbeiter und Drogenkonsument), SOKO Stuttgart (2013, als begabter Musiker und Sohn einer ermordeten Chemie-Lehrerin), SOKO München (2014, als junger russischer Straßenmusiker Dima Kalganow), Notruf Hafenkante (2015, als unter paranoider Schizophrenie leidender Enkel eines 80-jährigen Überfallsopfers) und Der Staatsanwalt (2016, als junger Musiker und Jurastudent). In der 8. Staffel der TV-Serie Die Bergretter (2016) war Karl als unerfahrener Bergsteiger und Sohn eines berühmten Historikers zu sehen, der die Hannibal-Forschungen seiner toten Schwester, die von einer Bergwanderung nicht zurückgekehrt ist, zu Ende bringen will. In der 14. Staffel der ZDF-Krimiserie SOKO Wismar (2016) folgte eine weitere Episodenhauptrolle als in den Tod seiner Mutter und seines Stiefvaters verwickelter junger Erbe eines Obstbetriebes.
Eine durchgehende Serienhauptrolle übernahm er als junger, attraktiver Reitlehrer Raphael Horvath, bei dem die Hauptfigur und Erbin Alexandra „Momente zugeneigten Menschseins erlebt“, in der österreichischen TV-Serie Trakehnerblut (2017). In der 12. Staffel der ZDF-Serie Der Bergdoktor (2019) hatte Aaron Karl eine der Episodenhauptrollen als begabter Cellist und Stipendiat an einem angesehenen Konservatorium. In der 9. Staffel der ZDF-Serie Letzte Spur Berlin (2020) übernahm er eine der Episodenhauptrollen als verschwundener Eventlocation-Manager, der sich seiner Verlobten auf seiner eigenen Geburtstagsparty entzieht.
Sein spätes Theaterdebüt hatte er 2017 bei den Festspielen Schloss Tillysburg, wo er die Rolle des Jacobus d. J. in einer Theaterbearbeitung von Da Jesus und seine Hawara, einer Bibelübersetzung ins Wienerische, spielte.
Im folgenden Jahr spielte er, ebenfalls in Tillysburg, den Stani in Hofmannsthals Stück Der Schwierige, inszeniert von Nikolaus Büchel.
Karl ist Musiker (Sänger und Keyboarder) in der Alternative-Band IYI, mit der er in bekannten Wiener Clubs (u. a. im Chelsea, Loop, Café Leopold) auftrat. Er ist außerdem Musiker in der Band Hornyphon. Karl spielt Gitarre, Klavier und Akkordeon. 
Im Februar 2019 war er einer der vier Kandidaten der Promi-Ausgabe der Millionenshow. Im Frühjahr 2025 nahm er gemeinsam mit der Profitänzerin Kateryna Mizera an der 16. Staffel der ORF-Tanzshow Dancing Stars teil, die er am 23. Mai 2025 gewann.
Er lebt, nach Stationen in Potsdam und den Wiener Gemeindebezirken Rudolfsheim-Fünfhaus und Josefstadt seit Oktober 2022 in Mitterstockstall.

## Filmografie (Auswahl)
- 1997: Das ewige Lied (Fernsehfilm)
- 1999: Schlosshotel Orth (Fernsehserie; Folge: Musik)
- 2001: Spiel im Morgengrauen (Fernsehfilm)
- 2008: SOKO Donau (Fernsehserie; Folge: Abgestürzt)
- 2009: Der Fall des Lemming (Kinofilm)
- 2009: Wer hat Angst vorm schwarzen Mann? (Fernsehfilm)
- 2009: Blutsfreundschaft (Kinofilm)
- 2010: Vier Frauen und ein Todesfall (Fernsehserie; Folge: Baumsterben)
- 2010: Schnell ermittelt (Fernsehserie; Folge: Niklas Herbst)
- 2011: SOKO Kitzbühel (Fernsehserie; Folge: Süchtig)
- 2012: Tatort: Kein Entkommen (Fernsehreihe)
- 2012: Der Meineidbauer (Fernsehfilm)
- 2012: Clarissas Geheimnis (Fernsehfilm)
- 2013: SOKO Stuttgart (Fernsehserie; Folge: Mutter)
- 2013: SOKO Donau (Fernsehserie; Folge: Eine Frage der Ehre)
- 2013: Tatort: Unvergessen (Fernsehreihe)
- 2013: CopStories (Fernsehserie)
- 2014: SOKO München (Fernsehserie; Folge: Ein Spiel zuviel)
- 2014: Die Freischwimmerin (Fernsehfilm)
- 2015: Der Metzger und der Tote im Haifischbecken (Fernsehreihe)
- 2015: Am Ende des Sommers (Fernsehfilm)
- 2015: SOKO Donau (Fernsehserie; Folge: Lara K.)
- 2015: Notruf Hafenkante (Fernsehserie; Folge: Psycho)
- 2015: Katie Fforde: Das Weihnachtswunder von New York (Fernsehreihe)
- 2016: Der Staatsanwalt (Fernsehserie; Folge: Mord und Lügen)
- 2016: Solo für Weiss – Das verschwundene Mädchen (Fernsehfilm)
- 2016: Solo für Weiss – Die Wahrheit hat viele Gesichter (Fernsehfilm)
- 2016: Die Bergretter (Fernsehserie; Folge: Hannibal)
- 2016: SOKO Wismar (Fernsehserie; Folge: Strawberry Fields)
- 2017: Tatort: Schock (Fernsehreihe)
- 2017: SOKO Kitzbühel (Fernsehserie; Folge: Sport ist Mord)
- 2017: Trakehnerblut (Fernsehserie)
- 2018: Lena Lorenz – Zwei Väter (Fernsehreihe)
- seit 2019: Walking on Sunshine (Fernsehserie)
- 2019: Nachtschwestern (Fernsehserie; Folge: Lebenswert)
- 2019: Der Bergdoktor (Fernsehserie; Folge: Dissonanzen)
- 2020: Über die Grenze: Rausch der Sterne (Fernsehreihe)
- 2020: Letzte Spur Berlin (Fernsehserie; Folge: Urvertrauen)
- 2021: SOKO Hamburg (Fernsehserie; Folge: Fahrradflitzer)
- 2024: Das Traumschiff: Argentinien (Fernsehreihe)